# Герасимов, Иван Николаевич
Ива́н Никола́евич Гера́симов (1921—2002) — участник Великой Отечественной войны, заместитель командира и штурман эскадрильи 809-го штурмового авиационного полка 264-й штурмовой авиационной дивизии 5-го штурмового авиационного корпуса 2-й воздушной армии 1-го Украинского фронта, капитан, Герой Советского Союза.

## Биография
Родился 27 ноября 1921 года в деревне Аникеево Чебоксарской волости Чебоксарского уезда (ныне в черте города Чебоксары Чувашии) в семье крестьянина. Русский.
После окончания Якимовской средней школы и Чебоксарского аэроклуба работал шофёром в Чебоксарах.
В 1940 году Чебоксарским РВК был призван в Красную Армию. В 1941 году окончил Энгельсскую военную авиационную школу пилотов. В действующей армии — с июня 1942 года. Член ВКП(б) / КПСС с 1944 года.
Первый боевой вылет Иван Герасимов совершил на Калининском фронте, в районе Ржева. Здесь сделал на своём самолёте 29 успешных боевых вылетов. Заместитель командира (он же — штурман) эскадрильи 809-го штурмового авиационного полка капитан Иван Герасимов к маю 1944 года совершил 97 боевых вылетов. За годы войны Герасимов уничтожил танков — 30, автомашин — 45, зенитно-пулемётных точек — 12, миномётных батарей — 7, орудий полевой артиллерии — 9 и много другой боевой техники и живой силы врага. Кроме того, на аэродромах противника им лично уничтожено три самолёта.
После войны продолжил службу в ВВС СССР. В 1947 году окончил Высшие офицерские лётно-тактические курсы, в 1955 году — Военно-воздушную академию, в 1971 году — курсы усовершенствования офицерского состава.
С 1972 года генерал-майор авиации И. Н. Герасимов — в отставке, проживал в г. Одесса. Скончался 9 октября 2002 года в Одессе. 
В наградном листе, подписанном прославленными лётчиками СССР — Героями Советского Союза Николаем Каманиным и Степаном Красовским, говорится:

«15.10.1942 г. при выполнении боевого задания истребителями противника самолёт был подбит. Были выведены из строя руль глубины и руль поворота и частично перебиты тяги управления. На плохо управляемом штурмовике тов. Герасимов продолжал выполнять боевое задание, благополучно довёл его до своего аэродрома и посадил…»

## Награды
- Звание Героя Советского Союза присвоено 26 октября 1944 года с вручением ордена Ленина и медали «Золотая звезда»[4]
- орден Красного Знамени (трижды)
- орден Александра Невского,
- Отечественной войны 1 степени,
- орден Красной Звезды (дважды),
- орден «За службу Родине в Вооруженных Силах СССР» 3 степени
- медали

## Память
- 30 ноября 2011 года в музее Чебоксарского района состоялся урок мужества, посвящённый 90-летию со дня рождения Героя Советского Союза — Ивана Николаевича Герасимова.